# CF Balaguer
CF Balaguer is een Spaanse voetbalclub uit Balaguer in de regio Catalonië. De club heeft als thuisstadion het Estadio Municipal.

## Geschiedenis
CF Balaguer werd opgericht in 1945 als AD Balaguer. Sinds 1960 draagt de club de huidige naam. In de seizoenen 1990/1991 en 1999/2000 werd CF Balaguer kampioen van de Tercera División Grupo 5, maar in de play-offs wist de club zich beide keren niet te kwalificeren voor promotie naar de Segunda División B. CF Balaguer won in 2001 de Copa de Catalunya. In de finale werd na strafschoppen gewonnen van FC Barcelona. CF Balaguer leek vooraf geen enkele kans te hebben om te winnen en in de finale stond de club al snel met 0-2 achter door doelpunten van Luis Enrique en Xavi Hernández. CF Balaguer vocht zich in de tweede helft echter terug via doelpunten van Campabadal en Marcos. Er volgden verlengingen, waarin niet werd gescoord, en een strafschoppenserie. Doelman Eduardo groeide uit tot de held van CF Balaguer door de strafschoppen van Boudewijn Zenden en Iván de la Peña te stoppen, waardoor CF Balaguer met vier benutte penalty’s de Copa de Catalunya veroverde.

## Gewonnen prijzen
- Copa de Catalunya: 2000/2001
- Kampioen Tercera División Grupo 5: 1990/1991, 1999/2000

## Bekende spelers
- Antoni Torres
- Roberto Martínez